# Droga wojewódzka nr 156
Droga wojewódzka nr 156 (DW156) – droga wojewódzka w woj. zachodniopomorskim i woj. lubuskim o długości 65 km łącząca Barlinek z Lipianami oraz z drogą nr 22 w Strzelcach Krajeńskich, następnie z Drezdenkiem poprzez drogę nr 160. Droga przebiega przez powiat pyrzycki, myśliborski i strzelecko-drezdenecki.
Trasa na obszarze 25,032 km podlega Rejonowi Dróg Wojewódzkich Pyrzyce, gdzie ma klasę techniczną G. Odcinek 40,8 km podległy RDW Gorzów Wielkopolski ma klasę techniczną Z.

## Miejscowości leżące przy trasie DW156
- Lipiany
- Barlinek
- Strzelce Krajeńskie
- Zwierzyn
- Stare Kurowo
- Klesno